# مشاريع غواصات غير مكتملة
خلال الحرب العالمية الثانية، نظرت البحرية الألمانية كريجسمارين في ألمانيا النازية في تصاميم غواصات مختلفة للعمليات المتخصصة أو تحسين أداء يو بوت. العديد من هذه التصاميم لم تؤتي ثمارها لأسباب مختلفة. تم التخلي عن البعض بسبب اعتبارات عملية. كان يجب التخلي عن آخرين في النهاية، حيث تم دخول قوات التحالف.